# 克肖者
克肖者（こくしょうしゃ）とは、正教会で聖人に付される称号。日本正教会による訳語。正教会において最も一般的な聖人の称号であり、亜使徒、致命者、廉施者、登塔者、佯狂者なども含めた正教会の聖人の総称としても用いられるが、修道士であった聖人に用いられる事が多い。女性の聖人に「克肖」の称号が用いられる場合には克肖女（こくしょうじょ）と呼ばれる。
英語の"Venerable"はカトリック教会では尊者に相当するが、正教会の克肖者とカトリック教会の尊者とでは全く意味合いが異なる。
- ギリシア語: Όσιος（克肖者、読み：オシオス）、Οσία（克肖女、読み：オシア）
- ロシア語: Преподобный（克肖者）、Преподобная（克肖女）
- 英語: Venerable

## 語義
肖は、日本正教会においてアダムとエヴァ（イブ）の陥罪（かんざい）によって曇らされた神の似姿を指す語彙として用いられる。すなわち克肖者・克肖女は「神に似た人間の本来の姿を回復した聖人」を意味することとなる。また、イイスス・ハリストス（イエス・キリストのギリシャ語読み）は真の神であり真の人であったともされるため、克肖者・克肖女はイイスス・ハリストスに酷似した者ともされる。
克肖致命者（こくしょうちめいしゃ）、克肖者表信者（こくしょうしゃひょうしんしゃ）のように、他の称号と合わせて用いられる事も多い。

## 克肖者・克肖女の年代順一覧
- 聖大アントニイ（251年頃 - 356年）
- エギペトの克肖者聖大マカリイ（300年頃 - 391年頃）
- シリアのエフレム（306年頃 - 373年）
- エジプトのマリア（6世紀[1]）
- 表信者克肖者聖マクシム（580年 – 662年）
- シリアのイサアク（7世紀）
- ダマスコのイオアン（676年頃 - 749年）
- 克肖者表信者ワシリイ（不詳 - 750年）
- リラのイオアン（876年頃 – 946年頃）
- アトスの聖神父アファナシイ（920年頃 - 1000年頃）
- ラドネジのセルギイ（1321年か1322年頃 – 1392年）
- アンドレイ・ルブリョフ（1360年頃 - 1430年）
- マクシム・グレク（1475年頃 - 1556年）
- サロフのセラフィム（1759年 - 1833年）